# Gare de Koivuhovi
La gare de Koivuhovi (en finnois : Koivuhovin rautatieasema) est une gare ferroviaire de la ligne Helsinki–Turku. Elle est située à Kauniainen en Finlande.